# Саут Најак (Њујорк)
Саут Најак (енгл. South Nyack) град је у америчкој савезној држави Њујорк.

## Демографија
По попису из 2010. године број становника је 3.510, што је 37 (1,1%) становника више него 2000. године.
| Група             | 2000.         | 2010.         |
| Белци             | 2.358 (67,9%) | 2.200 (62,7%) |
| Афроамериканци    | 557 (16,0%)   | 611 (17,4%)   |
| Азијати           | 201 (5,8%)    | 190 (5,4%)    |
| Хиспаноамериканци | 240 (6,9%)    | 432 (12,3%)   |
| Укупно            | 3.473         | 3.510         |